# Giacomo Soldati
Giacomo Soldati (* 1. Hälfte des 16. Jahrhunderts in Ponte Capriasca; † vor dem 17. Oktober 1600 in Turin) war ein Wasserbau- und Militäringenieur.

## Leben
Giacomo Soldati heiratete Maria (Nachname unbekannt). Er war Wasserbau- und Militäringenieur, wurde in Mailand ausgebildet (wo er ab 1560 bezeugt ist) und wurde dann Berater des Herzogs Emanuel Philibert von Savoyen ab 1566. Zurück in Mailand ab 1570 arbeitete er vor allem am Naviglio Grande, für den er einen Wassermodulator entwarf, der als Mailänder Magistralgebäude im Jahr 1574 bekannt wurde.
Ingenieur und Kosmograph in Turin von 1576 bis zum Ende seiner Karriere, realisierte er unter anderem die Befestigungen von Vercelli und die Schutzbauten an den Flüssen Cervo und Sesia im Jahr 1580. Im militärischen Bereich entwarf er die Festungen von Perosa Canavese, Monmorone (Fraktion der Gemeinde Susa) und Rocco di Molaro in Gravere (1590) im Susatal, die Verstärkung der Burg von Torre im Val Pellice (von 1594 bis 1598) und die Festung von San Giovanni Evangelista in Pragelato (1597). Er gehörte zu den Befürwortern der Erweiterung Turins in Richtung Porta Susa.